# Вервей, Бен
Бернард Виллем Ян (Бен) Вервей (нидерл. Bernard Willem Jan "Ben" Verweij; 31 августа 1895, Медан — 14 июля 1951, Амстердам) — нидерландский футболист, игравший на позиции полузащитника. Выступал за клуб ХФК и национальную сборную Нидерландов. Участник двух Олимпиад — 1920 и 1924 годах. Был бронзовым призёром Олимпийских игр 1920 года.
Один из четырёх братьев Вервей, выступавших за клуб ХФК.

## Ранние годы
Бернард Виллем Ян, или просто Бен, родился 31 августа 1895 года в городе Медан, в семье Герхарда Хендрика Леонарда Вервея и его жены Жаннетте Лос. Он был четвёртым ребёнком в семье из пяти детей. У него были братья Абрахам Йохан, Адриан, Герхард Хендрик Леонард и сестра Корнелия Элизабет (умерла в возрасте 10 лет).
Их отец был фабрикантом, имел табачные плантации на Суматре, позже был директором фабрики «Droste & Co.» по производству шоколада в Харлеме. В 1908 году он основал компанию «Keur & Sneltjes» (ныне «Cavex Holland BV») по производству стоматологической продукции.

## Статистика

### Матчи Вервея за сборную Нидерландов
| Матчи Вервея за сборную Нидерландов | Матчи Вервея за сборную Нидерландов | Матчи Вервея за сборную Нидерландов | Матчи Вервея за сборную Нидерландов | Матчи Вервея за сборную Нидерландов | Матчи Вервея за сборную Нидерландов |
| ----------------------------------- | ----------------------------------- | ----------------------------------- | ----------------------------------- | ----------------------------------- | ----------------------------------- |
| №                                   | Дата                                | Соперник                            | Счёт                                | Голы Вервея                         | Соревнование                        |
| 1                                   | 9 июня 1919                         | Швеция                              | 3:1                                 | —                                   | Товарищеский матч                   |
| 2                                   | 24 августа 1919                     | Швеция                              | 1:4                                 | —                                   | Товарищеский матч                   |
| 3                                   | 31 августа 1919                     | Норвегия                            | 1:1                                 | —                                   | Товарищеский матч                   |
| 4                                   | 5 апреля 1920                       | Дания                               | 2:0                                 | —                                   | Товарищеский матч                   |
| 5                                   | 13 мая 1920                         | Италия                              | 1:1                                 | —                                   | Товарищеский матч                   |
| 6                                   | 16 мая 1920                         | Швейцария                           | 1:2                                 | —                                   | Товарищеский матч                   |
| 7                                   | 28 августа 1920                     | Люксембург                          | 3:0                                 | —                                   | Олимпийские игры 1920               |
| 8                                   | 29 августа 1920                     | Швеция                              | 5:4                                 | —                                   | Олимпийские игры 1920               |
| 9                                   | 31 августа 1920                     | Бельгия                             | 0:3                                 | —                                   | Олимпийские игры 1920               |
| 10                                  | 5 сентября 1920                     | Испания                             | 1:3                                 | —                                   | Олимпийские игры 1920               |
| 11                                  | 8 июня 1924                         | Швеция                              | 1:1                                 | —                                   | Олимпийские игры 1924               |

Итого: 11 матчей / 0 голов; 4 победы, 3 ничьи, 4 поражения.

## Личная жизнь
Был женат на Антонии Якобе Марии ван Ренен, уроженке Утрехта. Их бракосочетание состоялось 31 декабря 1929 года в Амстердаме. В 1935 году у них родилась дочь — Жаннетте Корнелия Хендрика.
Бен умер 14 июля 1951 год в возрасте 55 лет. В ночь с 4 на 5 июля он попал в автокатастрофу на трассе Амстердам-Харлем. В критическом состоянии он был доставлен в амстердамский госпиталь «Вилхелмина», но спустя 9 дней скончался. Похоронен рядом с супругой на кладбище в Хемстеде.